# 新疆生产建设兵团第二师二十一团
新疆生产建设兵团第二师二十一团是中华人民共和国新疆生产建设兵团第二师下辖的一个团，与新疆维吾尔自治区铁门关市开来镇实行“团镇合一”的管理体制。

## 行政区划
新疆生产建设兵团第二师二十一团下辖以下单位：
团部、一连、二连、三连、四连、五连、六连、七连、八连、十一连、十二连、良繁连、养猪总场、鹿场、木材厂生活区和园林一连。